# Walter Jurisch

Strafvollzugskarte Walter Jurisch – bei der Verhaftung 14 Jahre alt und nach 5 Jahren in Speziallagern in Waldheim zu 20 Jahren Zuchthaus verurteilt
(veröffentlicht in Kurt Noack: NachkriegsErinnerungen.)

Walter Jurisch (* 10. März 1931 in Rosendorf bei Senftenberg; † 2010 in Großräschen) war der jüngste Verurteilte in den Waldheimer Prozessen 1950.
Der Dachdeckerlehrling Jurisch wurde im Alter von 14 Jahren nach dem Kriegsende am 8. Mai 1945 als angeblicher „Werwolf“ und damit Friedensgefährder von den sowjetischen Besatzern verhaftet und bis 1950 in Speziallagern von Ketschendorf, Jamlitz und Buchenwald interniert. Dabei war er noch zu jung gewesen für die Hitlerjugend. Im Jahre 1950 wurde er von Armeegeneral Tschuikow als Vertreter der sowjetischen Besatzungsmacht der DDR-Justiz übergeben, in den Waldheimer Prozessen angeklagt, zu 20 Jahren Zuchthaus verurteilt, die er in der Justizvollzugsanstalt Bautzen absaß, und 1954 als einer der Letzten von Wilhelm Pieck begnadigt.